# マイケル・ブルームバーグ
マイケル・ルーベンス・ブルームバーグ（英語：Michael Rubens Bloomberg、1942年2月14日 - ）は、アメリカ合衆国の政治家、実業家。大手情報サービス会社のブルームバーグの創業者、第108代ニューヨーク市長。WHO親善大使。

## 経歴
1942年2月14日にマサチューセッツ州ボストンに誕生する。両親はポーランドからのアシュケナジム系ユダヤ人移民。1964年にジョンズ・ホプキンス大学電気工学科を卒業し、ハーバード・ビジネス・スクールで経営管理学修士号（MBA）を取得した。その後は証券会社大手のソロモン・ブラザーズに勤務し、同社共同経営者（partner）に上り詰めたが、同社が商品取引会社フィブロに買収されたのに前後して退社。1981年に通信会社ブルームバーグを設立し、ウォール街の企業へ金融情報端末を販売して巨万の富を築き上げた。世界でも有数の大富豪であり、フォーブス誌による2018年世界長者番付では508億ドルで11位にランクされている。2001年にそれまで所属していた民主党を離党し、共和党に入党する。

### ニューヨーク市長
アメリカ同時多発テロの衝撃が冷めやらぬ2001年の秋にルドルフ・ジュリアーニの後任を選出するニューヨーク市長選挙に共和党から立候補し、周囲を驚かせた。民主党から出馬したマーク・グリーン市政監督官の優勢が伝えられる中、有力な候補を擁立できなかった共和党に業を煮やしての出馬だったが、事実上の「戦時下」にあって事態の収拾に奔走したジュリアーニ前市長への高い評価を追い風に50パーセントの得票率でニューヨーク市長に選出され（グリーンの得票率は48パーセント）、2002年1月1日にニューヨーク市長に就任。
2005年のニューヨーク市長選挙では超党派の幅広い支持を受け、得票率で民主党候補に20ポイントもの差をつけて再選を果たした。有権者の大多数が民主党員であるニューヨーク市において共和党員の市長自体が稀である中で、過去最高の地滑り的な大勝を果たした。2007年に共和党を離党し、以後は無所属で活動する意向を表明。
2008年10月23日にニューヨーク市議会が市長の3選禁止規定を撤廃する議案を可決した。11月3日にブルームバーグ市長が署名して発効し、自らの3選に向けた道筋を付ける。市長の3選禁止規定の撤廃には反対意見も強く、連邦裁判所への提訴や州法による規制を求める州議会への請願が行われたが、いずれも不首尾に終わった。
2009年4月5日に無所属党からの推薦を取り付ける。同年11月のニューヨーク市長選挙では共和党も引き続きブルームバーグを支持し、民主党から出馬したニューヨーク市監査役のウィリアム・トンプソンを破り3選。2010年にニューヨーク市民を対象にした人気調査で過去30年間の歴代市長のトップに輝いた。2013年12月31日、任期満了で退任した。

### ニューヨーク市長退任後
2014年1月に国際連合の潘基文事務総長より、都市・気候変動担当の国連特使に任命される。
2014年、通信会社ブルームバーグに、CEOとして復帰した。
2016年に2016年アメリカ合衆国大統領選挙への出馬を検討していることが、明らかになるも、出馬見送りを表明する。
2018年5月に世界経済フォーラム（ダボス会議）に対抗してヘンリー・キッシンジャー、ヘンリー・ポールソン、ビル・ゲイツら著名人ともに「ニュー・エコノミック・フォーラム」を中国で開催することを発表するも、同年8月に米中貿易戦争の影響で会場はシンガポールになった。
2018年10月に民主党員としての登録を行い、2001年以来となる民主党への復帰を果たした。

### 2020年アメリカ合衆国大統領選挙
2019年3月、2020年アメリカ合衆国大統領選挙への不出馬を表明するも、同年11月、出馬を再検討していることを示唆。同年11月24日、民主党候補指名争いに出馬を正式表明した。民主党候の指名争いに参加するものとしては18人目。指名争いの戦いも終盤戦で、撤退が相次ぐ中での表明となった。
2020年1月6日にブルームバーグの選挙対策事務所は、同年3月3日のスーパー・チューズデーに向けた巻き返しを行うために、全国で約800人のスタッフを採用したことを明らかにした。これは、ライバルのジョー・バイデン陣営のスタッフ数の倍に当たる規模となっている。しかしながら支持率は伸び悩み、同月に行われたCNNの世論調査では支持率はわずか7%と、バーニー・サンダースの27%、ジョー・バイデンの24%に大差をつけられていた。スーパー・チューズデーではアメリカ領サモアでの1勝にとどまり、3月4日に大統領選挙から撤退しバイデンを支持すると表明した。

## 政策・主張
- 保守政党である共和党においてブルームバーグはリベラルな立場であり（ロックフェラー・リパブリカン）、中絶の容認、同性婚の容認、より厳しい銃規制、医療環境の充実を提唱し、死刑制度に反対しており、リベラルで有名なニューヨーク自由党から2005年ニューヨーク市長選挙では支持を受けている。なお、ジュリアーニ前ニューヨーク市長も同性婚には反対していたものの、中絶や同性愛者の権利は擁護する立場を取り、自由党の支持を受けた。
- 「財政保守」を標榜し、均衡財政、自由貿易を推進。企業活動の振興や大規模開発には積極的である。ニューヨーク市職員の労働組合には強い姿勢で対峙している。
- ジョージ・W・ブッシュ大統領が開戦したイラク戦争について強く支持し[17]、2004年アメリカ合衆国大統領選挙の際もジュリアーニ前ニューヨーク市長とともにブッシュの再選を支持する応援演説を行った[18]。
- グラウンド・ゼロのそばにムスリム有志が宗教間交流施設パーク51（英語版）の建設計画を立てた。その計画の反対運動を強く批判し「アメリカにおける政教分離のテストだ」と述べている。記者に「サラ・ペイリンはレイシストに見えるか？」と質問された際には、「見えるかどうかのレベルではない」と不快感をあらわにした。

## 人物
- 信仰は改革派。
- ニューヨーク・メッツのファン。
- ニューヨーク市長選に初出馬した際は、6600万ドル（約79億円）もの巨額の選挙資金を費やしたが、その全てをポケットマネーで賄った。またニューヨーク市長には19万5000ドル（約2300万円）の歳費が支給されるが、ブルームバーグは受給を辞退した。ただしアメリカ合衆国の法制上、対価なき契約は無効であるため、事実上の無償契約を行う際は1ドルの報酬を受け取るのが慣習であり、ブルームバーグもそれを踏襲した（約因）。
- 数多くのチャリティや文化教育基金への多額の寄付でも知られ、2009年の寄付総額は2億ドル以上で全米トップ。また、資産の半分をいずれ寄付することを宣言するギビング・プレッジに参加している。同年、メアリー・ウッダード・ラスカー公益事業賞（現・ラスカー・ブルームバーグ公益事業賞）受賞。2018年、母校であるジョンズ・ホプキンズ大学に18億ドルを寄付すると発表した[19]。

## 著書
- 『Bloomberg by Bloomberg』（1997年） ISBN 0-471-15545-4
- 『ブルームバーグ メディア界に旋風を起こす男』荒木則之訳 東洋経済新報社 (1997年11月) ISBN 9784492061008